# Александър Руцкой
Александър Владимирович Руцкой (на руски: Александр Владимирович Руцкой) е руски офицер от еврейски произход, политик, генерал-майор от ВВС на СССР, Герой на Съветския съюз, първи и единствен вицепрезидент на Русия, в периода от 1991 до 1993 година.
Губернатор на Курска област (1996 – 2000 година). Водач на събитията от 1993 година, наречени още „Руска конституционна криза (1992 – 1993)“.

## Произход и ранни години
Роден е на 16 септември 1947 година в град Проскуров, Украйна, в семейство на потомствени военни: дядо му е служел в железопътни войски, а баща му е герой от Втората световна война, танкист, награждаван шест пъти.
През 1964 година завършва основно образование. В периода 1964 – 1966 година семейството живее за кратко в град Лвов, където Александър едновременно учи във вечерно училище и работи като авиомеханик. В свободното си време посещава школа за пилоти.

## Военна кариера
През 1966 година е призован на служба в Съветската армия. Служи в Красноярския край. Получава звание сержант през 1967 година. Скоро след това постъпва в „Барноулското висше военно авио училище – К.А. Вершинин“, което завършва през 1971 година. От 1971 до 1977 година служи в „Борисохлебското висше военно авиационно училище – В.П.Чкалов“. От 1977 до 1980 година учи във „Военновъздушната академия – Юрий Гагарин“ в Москва.
Изпратен е на служба в ГДР, където служи в гвардейски полк от съветските войски, като пилот на изтребител-бомбардировач, до 1984 година.
Заминава за Афганистан през 1985 година, където участва в бойни действия. Повишен е в чин и е назначен за командир на щурмови авиационен полк, част от 40-а армия. В периода 1985 – 1986 година провежда 356 бойни мисии, 121 от които нощни. Остава в Афганистан до 1988 година.
През април 1986 година самолета на Руцкой, участващ в унищожението на крупна база на муджахидини, близо до границата с Пакистан, е свален а Руцкой получава тежки травми и е приет за лечение във военна болница. Травмите му пречат да лети и е отстранен от полети. Продължава да командва авиационен полк до декември 1986 година, когато получава ново назначение във ВВС на СССР в град Липецк.
Отново е допуснат до полети след като преминава медицинска комисия, по програма за космонавти, в 7-и „Институт за космическа медицина“. През април 1988 година е назначен за заместник на командващия военновъздушните сили на 40-а армия.
В периода април-август извършва 97 бойни полети, от тях 48 нощни. На 4 август 1988 година по време на нощна бомбардировка на складове за боеприпаси, на афганистанските муджахедини, е свален повторно. Успява да катапултира и се приземява на територия контролирана от афганистанците. Пет дни успява да се измъкне от преследвачите, но на шестия ден попада в плен на командир Г. Хекматиар, който го предава на пакистанското разузнаване.
Обвинен е от пакистанската страна за бомбардировки над нейна територия. На 16 август 1988 година е предаден на съветското дипломатическо представителство в Исламабад, като е разменен за пакистански граждани, обвинени в шпионаж срещу СССР. Преговарящ за освобождаването на Руцкой е лично генерал Владимир Крючков (началник на КГБ 1988 – 1991 г.).
Званието Герой на Съветския съюз, орден „Ленин“ и медал „Златна Звезда“ (№ 11589) са присвоени с Указ на Върховния съвет на СССР на 8 декември 1988 година.
В края на 1988 година става слушател във Военната академия на „Генералния щаб на Въоръжените сили на СССР – Климент Ворошилов“, която завършва с отличие през 1990 година. Защитава дисертация и получава степен „кандидат на военните науки“ по военна психология. Получава назначение в град Липецк, като началник на учебния център.

## Политическа кариера
През пролетта на 1990 г. е избран за депутат на РСФСР, от Курски национално-териториален избирателен окръг. В I събрание на народните депутати на РСФСР е избран за член на Върховния съвет на РСФСР и член на Президиума на ВС. Председател на „Комитет по въпросите на инвалидите, ветераните от войните и труда, социална защита на военнослужещите и членовете на техните семейства“.
Лятото на 1990 година става делегат на Учредителния конгрес на Компартията на РСФСР. Избран е за член на ЦК на партията. На 31 март 1991 година, по време на конгрес на народните депутати на РСФСР, обявява създаването на депутатска група (фракция) „Комунисти за демокрация“.
На 12 юни 1991 година е избран за Вицепрезидент на РСФСР.
При опита за държавен преврат от 19-21 август 1991 година, наречен „Августовски пуч“, е един от организаторите на отбраната на руския парламент.

## Парламентарната криза от 1993 година
С указ на Президента на Русия – Борис Елцин, от 26 февруари 1992 година Руцкой е назначен за ръководител на селското стопанство на страната.
През октомври 1992 година Руцкой оглавява създадената с указ на президента Междуведомствена комисия на Съвета по безопасност на Руската Федерация, за борба с престъпността и корупцията.
На 1 септември 1993 година с Указ на Борис Елцин, Вицепрезидента на Русия – Александър Руцкой е: „Временно отстранен от изпълнение на задълженията“.
На 21 септември 1993 година, след указа на Борис Елцин № 1400 „За поетапна конституционна реформа в РФ“, предхождащо предсрочното прекратяване на пълномощията на Върховния съвет, Руцкой обявява, че поема президентския пост на Руската федерация.
В нощта на 22 септември поема длъжността пред Върховния съвет. Ръководи отбраната на „Дома на съветите“ (Белия дом). След щурма е арестуван.
На 26 февруари 1994 година Руцкой е освободен от затвора, след като е обхванат от амнистия, гласувана от Държавната дума на 23 февруари 1994 година.

## Губернатор на Курск
През април 1994 г. създава Социално-патриотично движение „Держава“.
На 20 октомври 1996 година е избран за губернатор на Курска област и заема този пост до 2000 година. Участва в изборите за губернатор през октомври 2000 година, но преди изборите кандидатурата му е извадена от листите, със съдебно решение.
Почетен гражданин на град Курск. Името му е изсечено на „Стената на Славата“, намираща се на „Червения площад“ в Курск (27 април 2007 година).